# A la parrilla

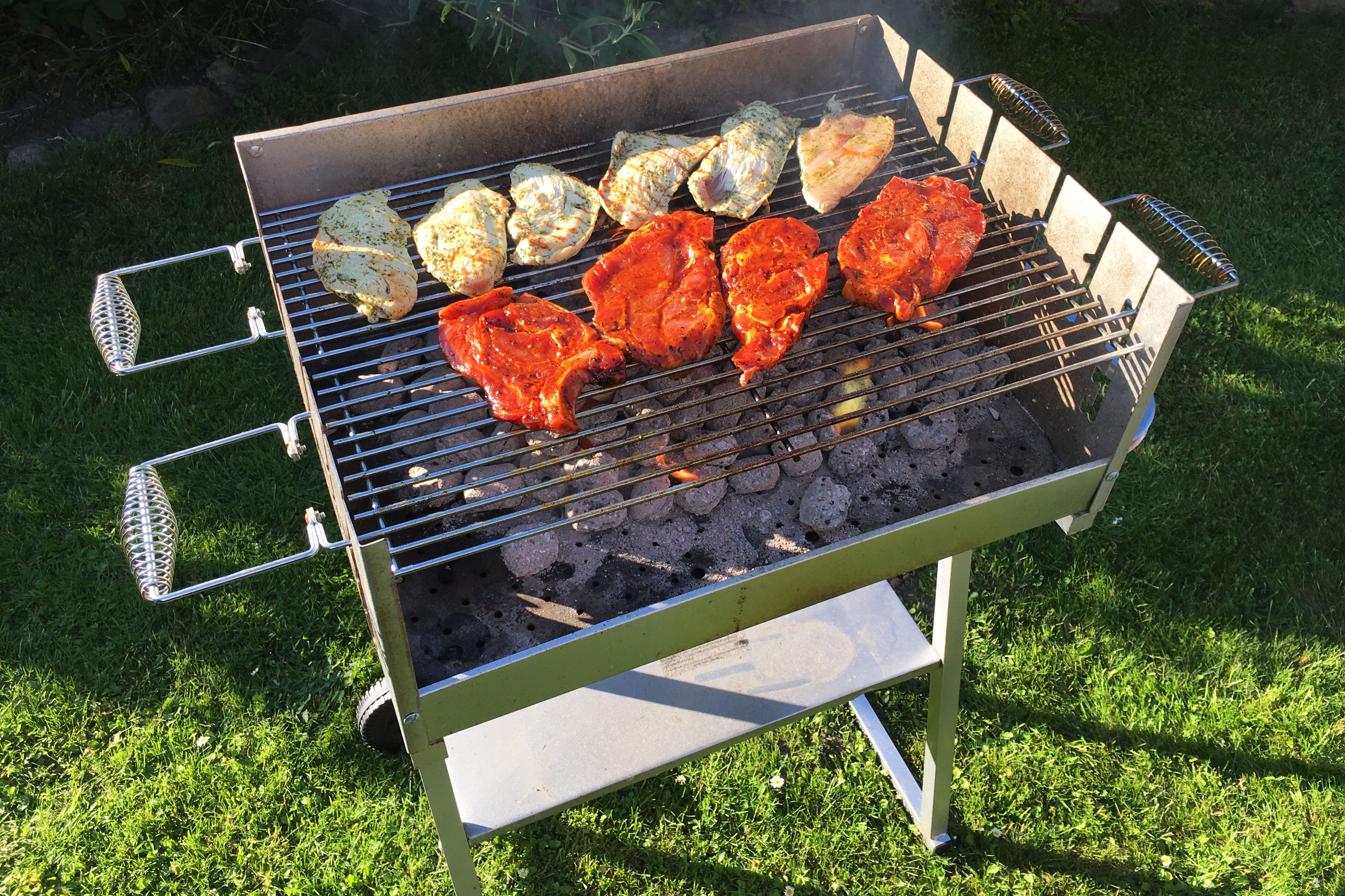
Filetes y pechugas de pollo a la parrilla de carbón

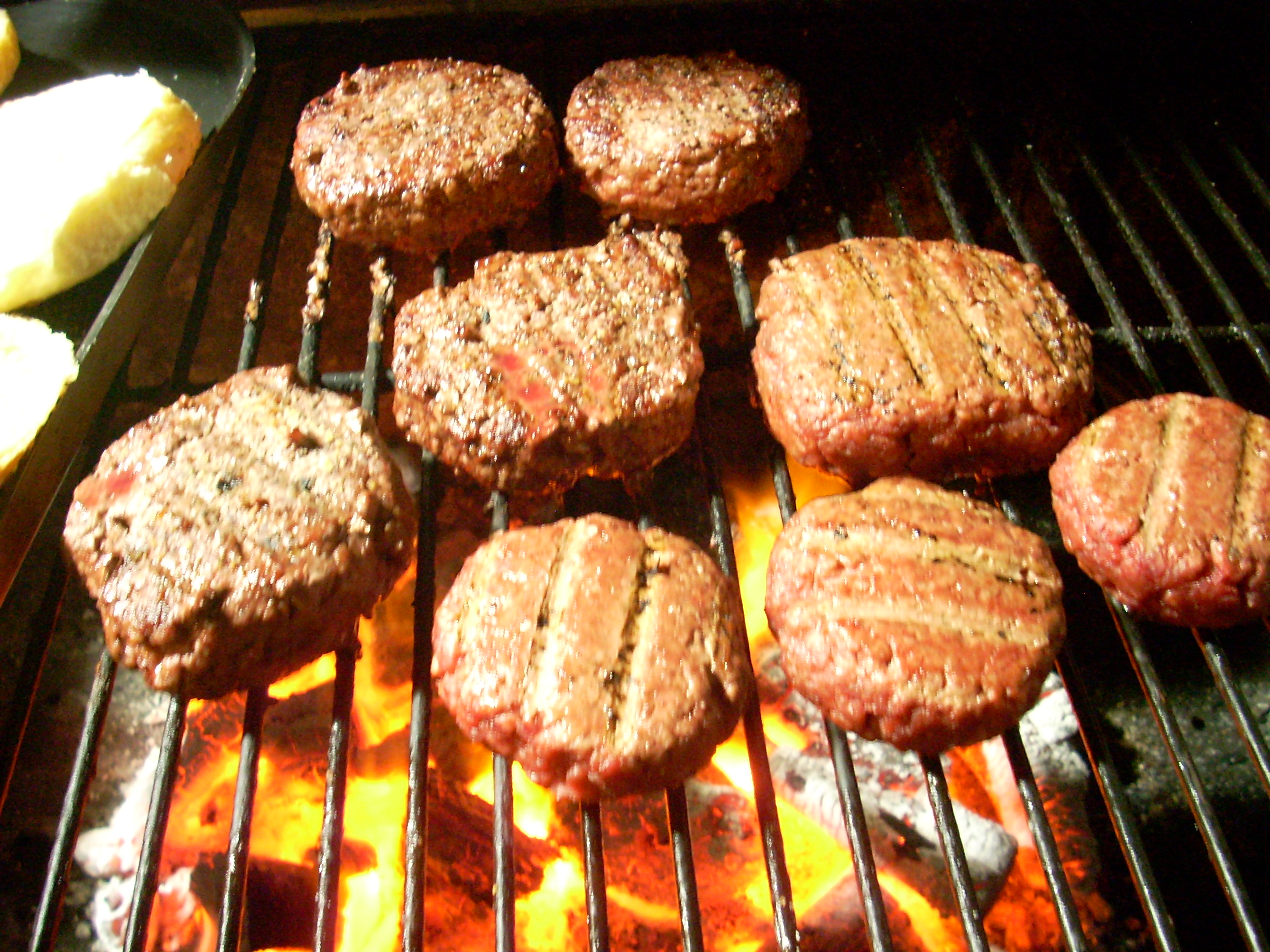
Hamburguesas a la parrilla sobre un fuego de carbón

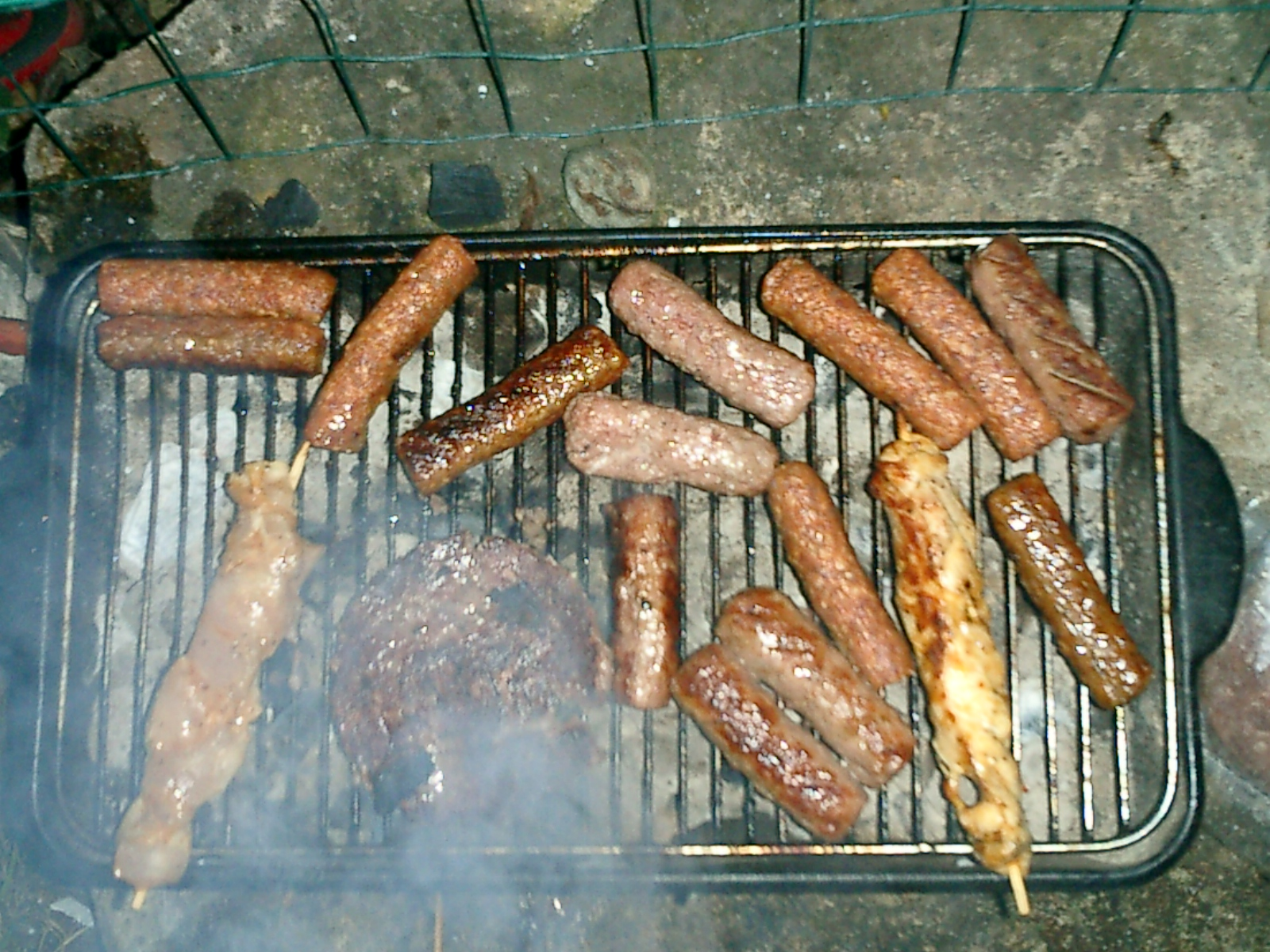
Mangales y Kebab a la parrilla

Asar a la parrilla es una forma de cocinar que consiste en aplicar calor a la superficie de los alimentos, normalmente desde arriba, desde abajo o desde un lado. Asar a la parrilla suele implicar una cantidad significativa de calor directo e irradiado, y suele utilizarse para cocinar carne y verduras rápidamente. Los alimentos que se van a asar se cocinan en una parrilla (una rejilla de alambre abierta, como una plancha, con una fuente de calor por encima o por debajo), utilizando una sartén de hierro fundido o una sartén grill (similar a una sartén, pero con crestas elevadas para imitar los alambres de una parrilla abierta).
Cuando se utiliza una parrilla, la transferencia de calor a los alimentos se produce principalmente por radiación térmica. Cuando se utiliza una sartén o una plancha, la transferencia de calor se produce por conducción directa. En Estados Unidos, cuando la fuente de calor para asar a la parrilla procede de arriba, se denomina broiling (asar a la parrilla). En este caso, la sartén que contiene los alimentos se denomina broiler pan (sartén para asar a la parrilla), y la transferencia de calor se produce por radiación térmica.
Asar a la parrilla con calor directo puede exponer los alimentos a temperaturas que a menudo superan los 260 °C (500 °F). La carne a la parrilla adquiere un aroma y un sabor a asado característicos debido a un proceso químico denominado reacción de Maillard. La reacción de Maillard sólo se produce cuando los alimentos alcanzan temperaturas superiores a 155 °C (310 °F).
Los estudios han demostrado que cocinar carne, cerdo, aves y pescado a altas temperaturas puede provocar la formación de aminas heterocíclicas, benzopirenos e hidrocarburos aromáticos policíclicos, que son cancerígenos El marinado puede reducir la formación de estos compuestos A menudo se presenta la cocción a la parrilla como una alternativa saludable a la cocción con aceites, aunque la grasa y los jugos que se pierden al cocinar a la parrilla pueden contribuir a que los alimentos estén más secos.

## Variaciones regionales

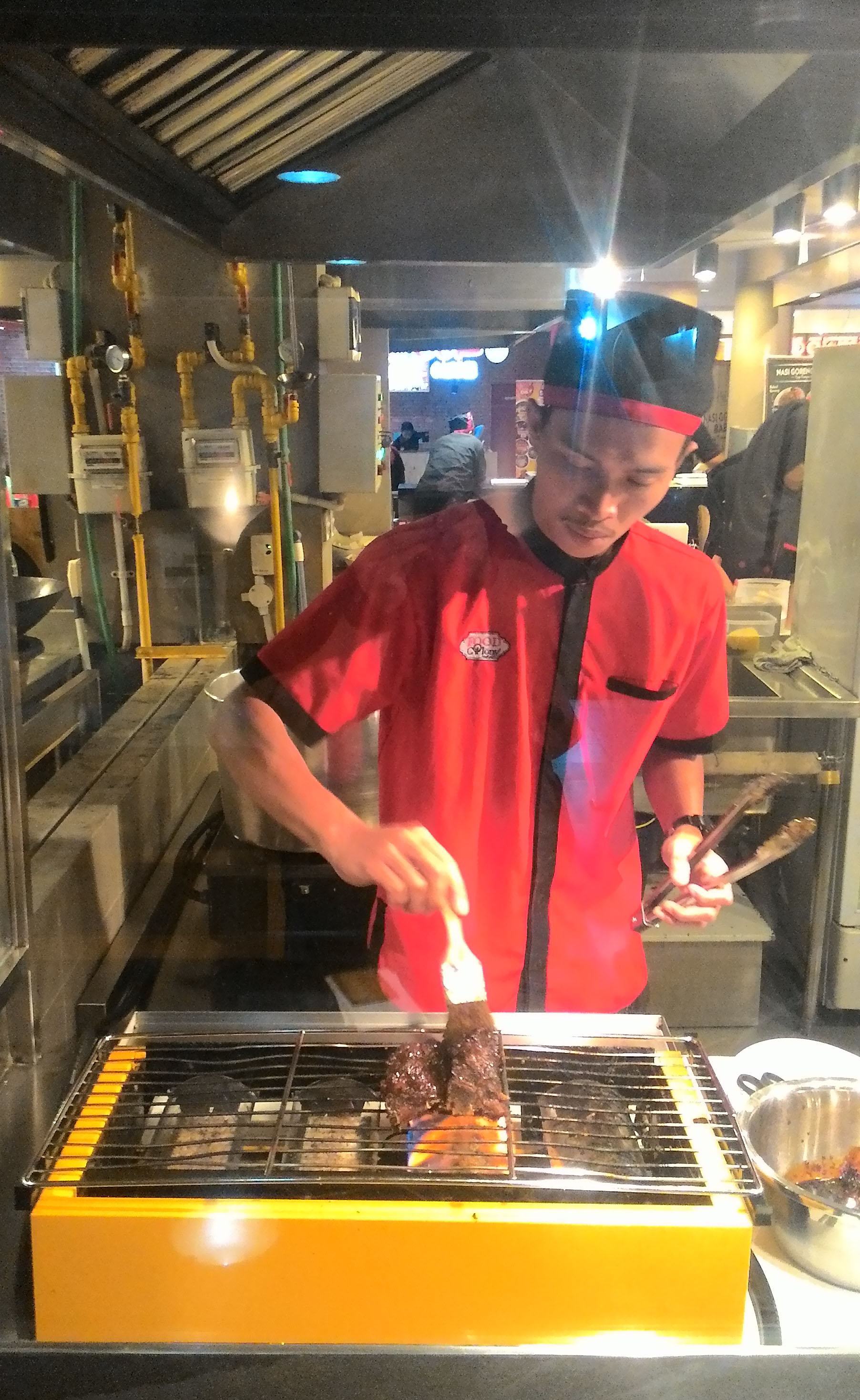
Asando konro bakar, costillas de ternera picantes.

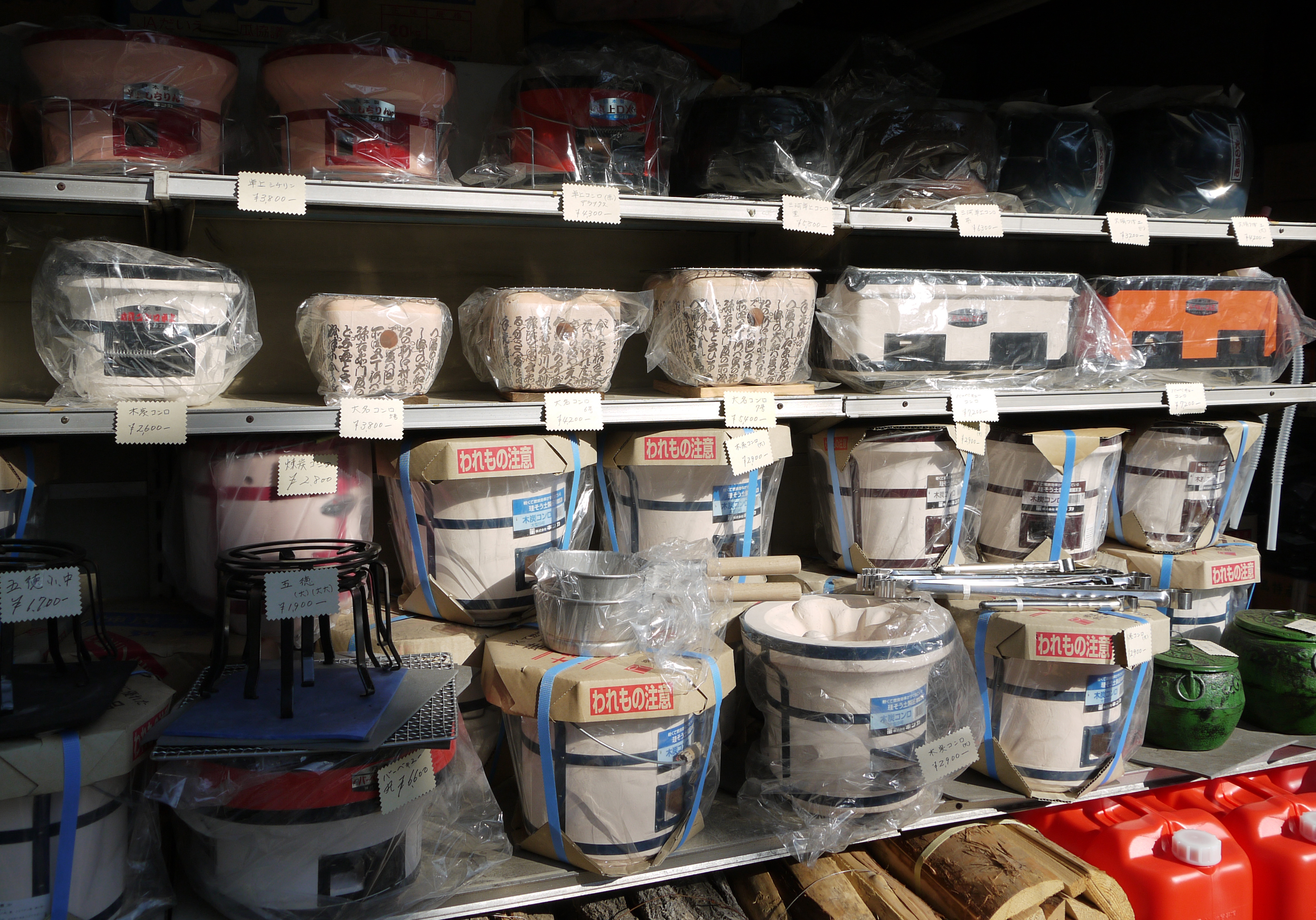
Parrilla de carbón portátil tradicional japonesa "Shichirin"

### Asia

#### Japón
En las ciudades japonesas se pueden encontrar carritos, restaurantes o tiendas de yakitori. En ellos hay parrillas de carbón y carne adobada a la parrilla en un palo. El yakiniku es un tipo de comida en el que la carne y las verduras se asan directamente sobre pequeñas parrillas de carbón o gas a altas temperaturas. Este estilo de cocina se ha popularizado en toda Asia.

#### Corea
En la cocina coreana, gui es un plato a la parrilla. Algunos ejemplos de barbacoa coreana son el bulgogi (ternera en lonchas finas o en tiras marinada en salsa de soja, aceite de sésamo, ajo, azúcar, cebollas verdes y pimienta negra), el galbi (costillas de cerdo o ternera), el dak-galbi (pollo marinado con especias) y el samgyeopsal (panceta de cerdo). Otros ejemplos de platos a la parrilla son el gopchang-gui (intestino delgado), el tteok-galbi (hamburguesas de costilla a la parrilla) y el makchang-gui (abomaso de ternera).

#### Filipinas
En Filipinas, el inihaw de cerdo o pollo (de sabor similar al yakitori), el inasal, el isaw y el satay se venden habitualmente como comida callejera o en restaurantes especializados.

#### Malasia, Singapur, Indonesia y Tailandia
En Malasia, Singapur, Indonesia y Tailandia, el plato popular de los vendedores de comida es el satay, que consiste en carne adobada en una brocheta de bambú asada al carbón y servida con salsa de cacahuete.

### Europa

#### Alemania

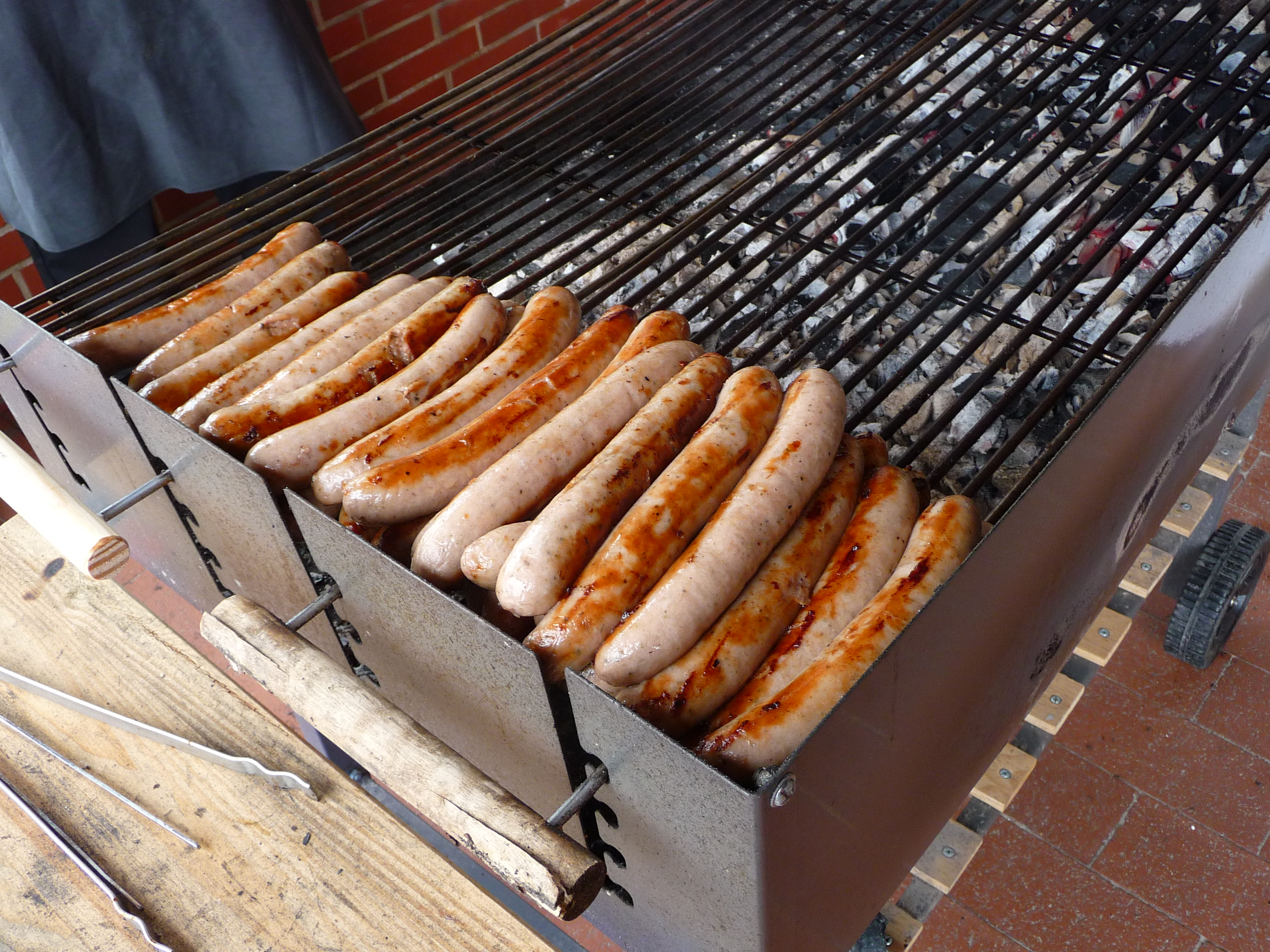
Bratwurst a la parrilla

En Alemania, la forma más habitual de cocinar al aire libre es utilizar la parrilla sobre un lecho de carbón encendido. Se procura que el carbón no produzca llamas. A menudo se rocía cerveza sobre las salchichas o la carne para suprimir las llamas. La carne suele marinarse antes de asarse. Además del carbón, a veces se utilizan fuentes de calor eléctricas y de gas. Otros métodos se utilizan con menos frecuencia.

#### Suecia
En Suecia, la forma más habitual de asar a la parrilla es directamente sobre las brasas. Generalmente la carne es Boston butt, chuletas de cerdo o filete de cerdo. También es habitual cocinar carne y verduras juntas en una brocheta, lo que se llama "grillspett".

#### Reino Unido e Irlanda
En el Reino Unido, los países de la Mancomunidad de Naciones e Irlanda, asar a la parrilla se refiere generalmente a cocinar alimentos directamente bajo una fuente de calor directo y seco. El "grill" suele ser una parte separada de un horno en la que los alimentos se introducen justo debajo del elemento. Esta práctica se denomina "broiling" (asar a la parrilla) en Norteamérica.
En los hornos eléctricos, el asado puede realizarse colocando los alimentos cerca de la resistencia superior, con la resistencia inferior apagada y la puerta del horno parcialmente abierta. Asar a la parrilla en un horno eléctrico puede crear una gran cantidad de humo y provocar salpicaduras en el horno. Tanto los hornos de gas como los eléctricos suelen tener un compartimento separado para asar a la parrilla, como un cajón debajo de la llama o uno de los elementos calefactores de la encimera.

### Norteamérica y Sudamérica

#### Argentina y Uruguay
En Argentina y Uruguay, tanto el asado como el bistec a la parrilla son platos básicos e incluso se consideran especialidades nacionales.

#### Canadá
En Canadá, el término más utilizado es barbacoa, aunque también se utiliza asar a la parrilla. La mayoría de los canadienses utilizan parrillas de gas o carbón, aunque existe un pequeño mercado de parrillas eléctricas. En Canadá se cocina a la barbacoa durante todo el año, aunque muchos optan por hacerlo sólo en los meses más cálidos y guardan sus parrillas en el interior durante el invierno. Abundan los restaurantes que sirven productos de barbacoa y muchas tiendas tienen parrillas y accesorios para asar.

#### México

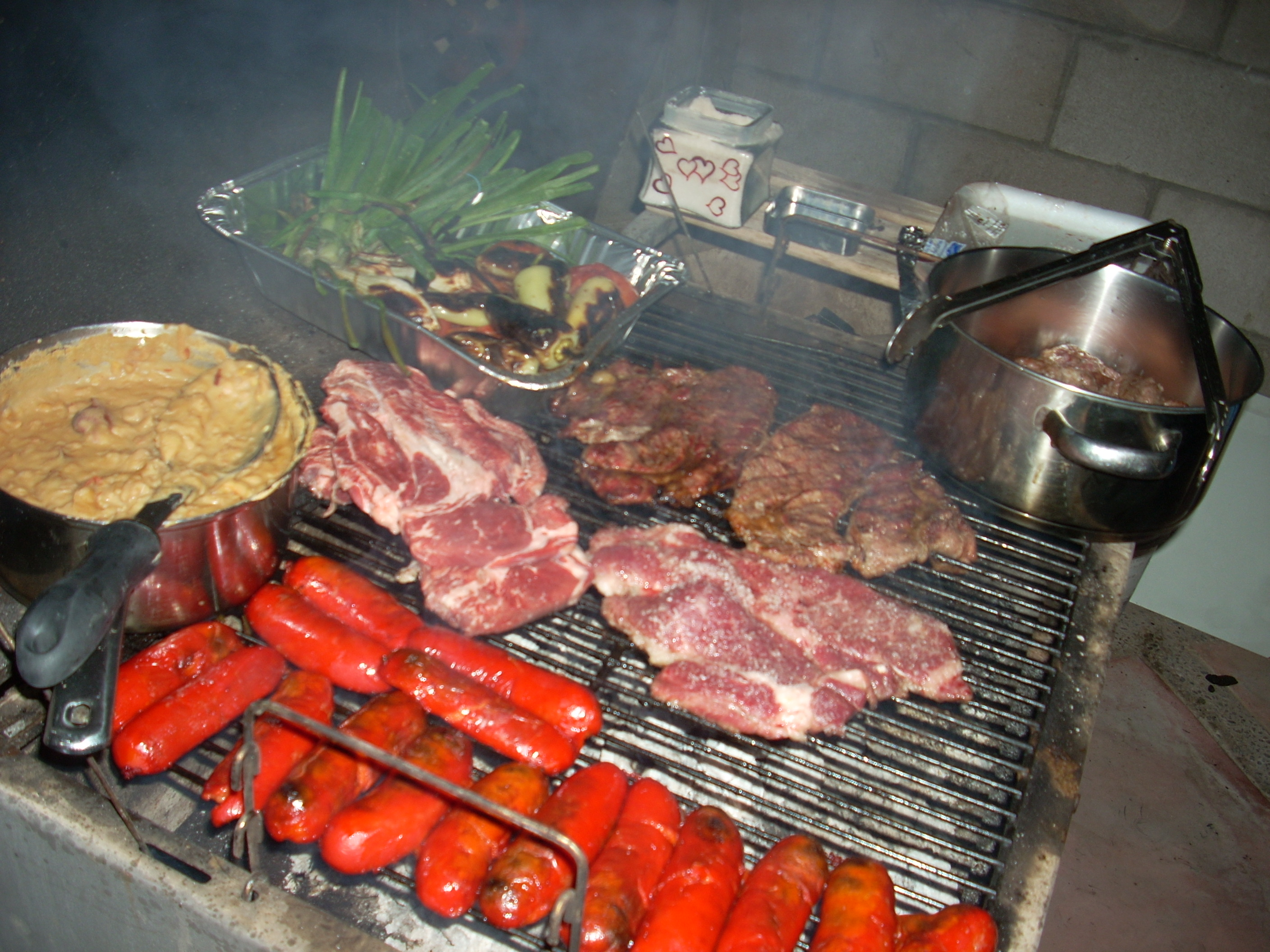
Carne asada mexicana. También se asan chorizos.

En el norte de México, la carne asada es un alimento básico. Los cortes más populares son la arrachera, el bistec y el costillar, así como el chorizo y el pollo, entre otros. Para la parrillada se utiliza carbón, mezquite o leña.

#### Estados Unidos
En Estados Unidos, el uso de la palabra grill se refiere a la cocción de alimentos directamente sobre una fuente de calor seco, normalmente con la comida asentada sobre una rejilla metálica que deja "marcas de parrilla". El asado se suele hacer al aire libre en parrillas de carbón o de gas; una tendencia reciente es el concepto de asado por infrarrojo. También se puede asar utilizando "planchas de cocina" que tienen bordes metálicos elevados para asentar los alimentos, o utilizando una parrilla eléctrica de interior.
Para cocinar pequeños trozos de comida se puede utilizar un pincho, una brocheta o un asador. El producto resultante suele denominarse "kabob" (término estadounidense) o "kebab", que significa "asar" en persa. Kebab es la abreviatura de "shish kebab" (shish = brocheta).
Se pueden añadir virutas de mezquite o carya (húmedas) encima de las brasas para crear un efecto humeante que proporcione sabor adicional a la comida. También pueden utilizarse otras maderas duras como pacana, manzano, arce y roble.

## Riesgos sanitarios
Como ocurre con cualquier fritura u horneado a alta temperatura, cuando la carne se asa a altas temperaturas, el proceso de cocción puede generar sustancias químicas cancerígenas. Se cree que hay dos procesos responsables. Las aminas heterocíclicas (HCA) se forman cuando los aminoácidos, los azúcares y la creatina reaccionan a altas temperaturas. Los hidrocarburos aromáticos policíclicos (HAP) se forman cuando la grasa y los jugos de la carne asada directamente sobre un fuego abierto gotean sobre el fuego, provocando llamas. Estas llamas contienen HAP que luego se adhieren a la superficie de la carne Evitar tiempos de cocción prolongados o la exposición directa a llamas abiertas y superficies metálicas calientes puede reducir la formación de HCA y HAP. Precocinar la carne en el microondas puede ayudar a reducir el tiempo de exposición a altas temperaturas necesario para terminar la cocción.

## Métodos

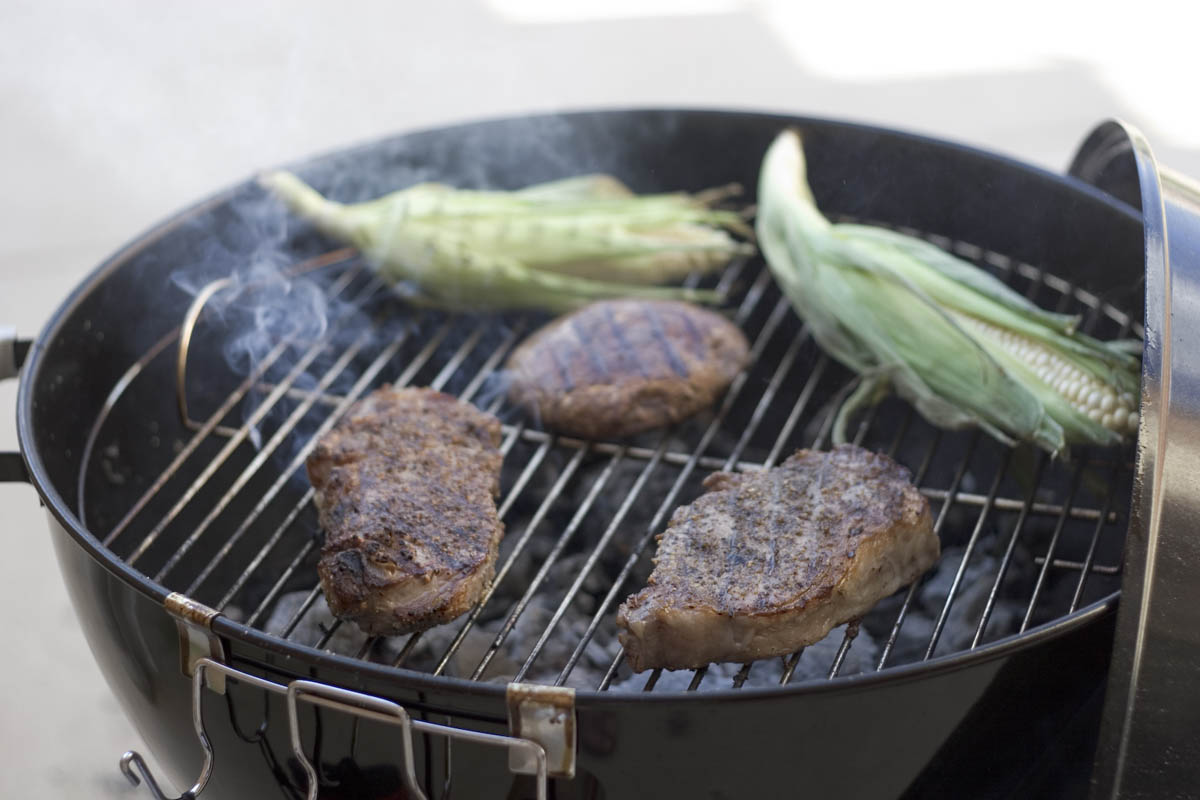
Cocinar en una parrilla de carbón

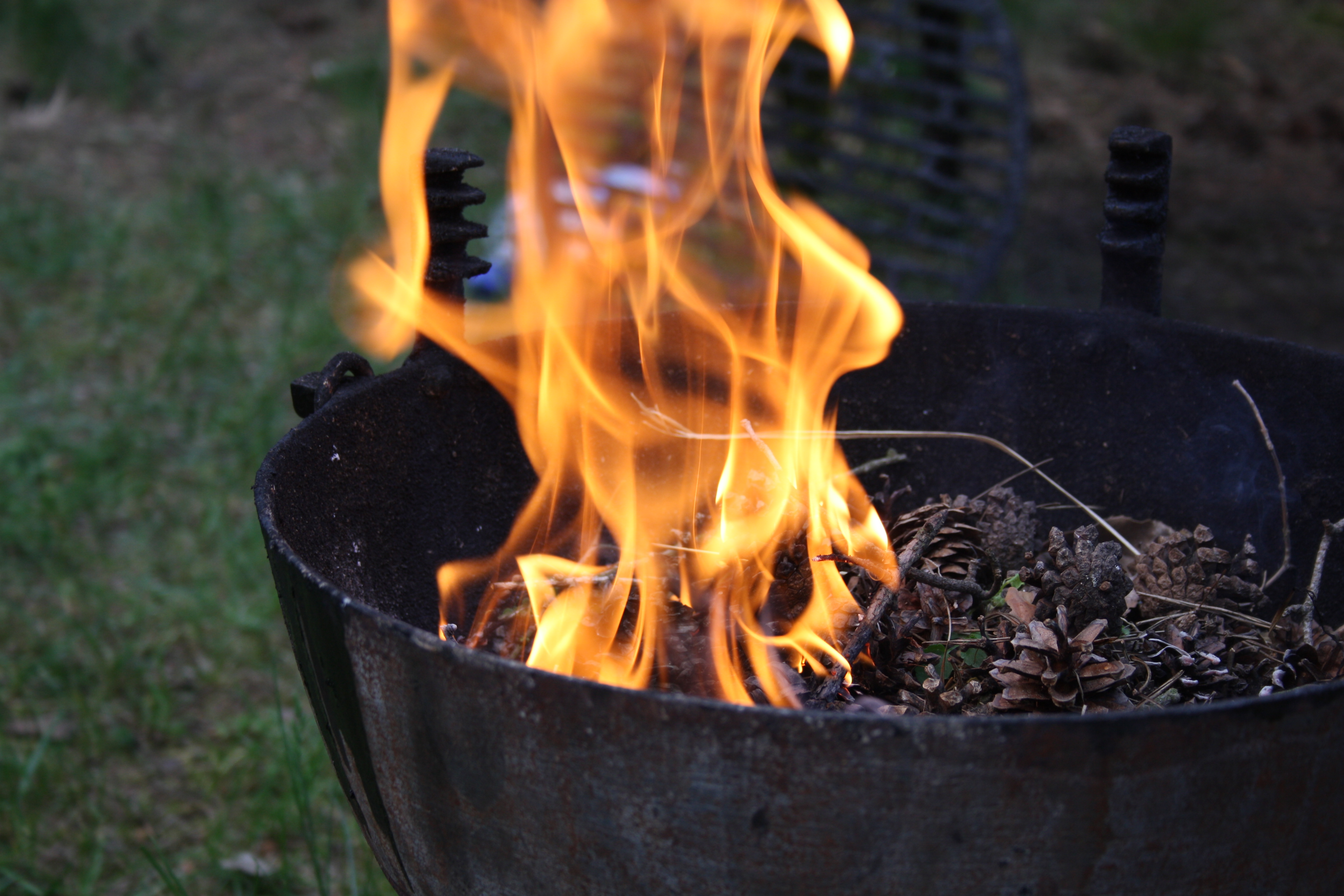
Preparación de una barbacoa

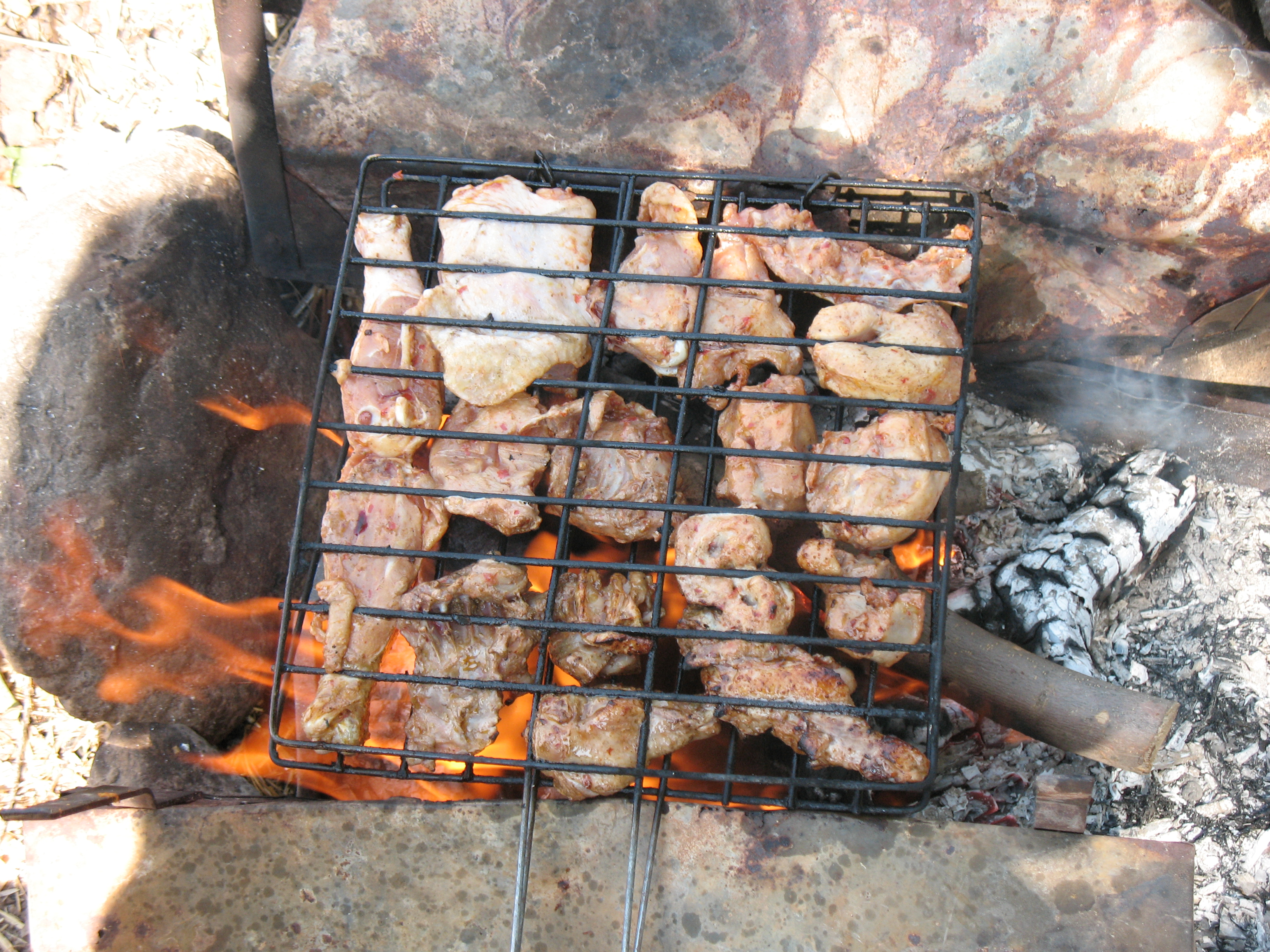
Pollo asado en una parrilla articulada

### Planchado de rejilla
Cocinar a la plancha es cocer carnes u otros alimentos utilizando una parrilla suspendida sobre una fuente de calor. El asado a la parrilla suele realizarse al aire libre utilizando carbón vegetal (madera real o briquetas preformadas), leña o gas propano. Los alimentos se cocinan mediante calor radiante directo. Algunas parrillas de exterior incluyen una tapa para poder utilizarlas como ahumadores o para asar a la parrilla/barbacoa. La rejilla metálica suspendida suele denominarse parrilla.
Asar al aire libre en una parrilla puede denominarse "parrillada", aunque en el uso estadounidense, el término parrillada se refiere a la cocción de la carne mediante calor indirecto y humo. Parrilla puede referirse a los alimentos asados en sí, a un tipo distinto de carne cocinada denominada barbacoa sureña, al aparato utilizado para cocinar los alimentos (una parrilla de barbacoa) o al acto social de cocinar y comer esos alimentos (que también puede denominarse comida al aire libre o braai).

#### Parrilla de carbón
La parrilla de carbón se refiere al proceso de asar a la parrilla sobre un fuego de carbón en una caldera, hasta el punto en que los bordes están carbonizados o se ven marcas de brasa. Algunos restaurantes tratan de recrear la experiencia de la parrilla de carbón mediante el uso de piedras volcánica de cerámica o fuentes de calor infrarrojas, ofreciendo carnes que se cocinan de esta manera como "cocinadas al carbón" o "a la parrilla de carbón".

#### Asar a la parrilla

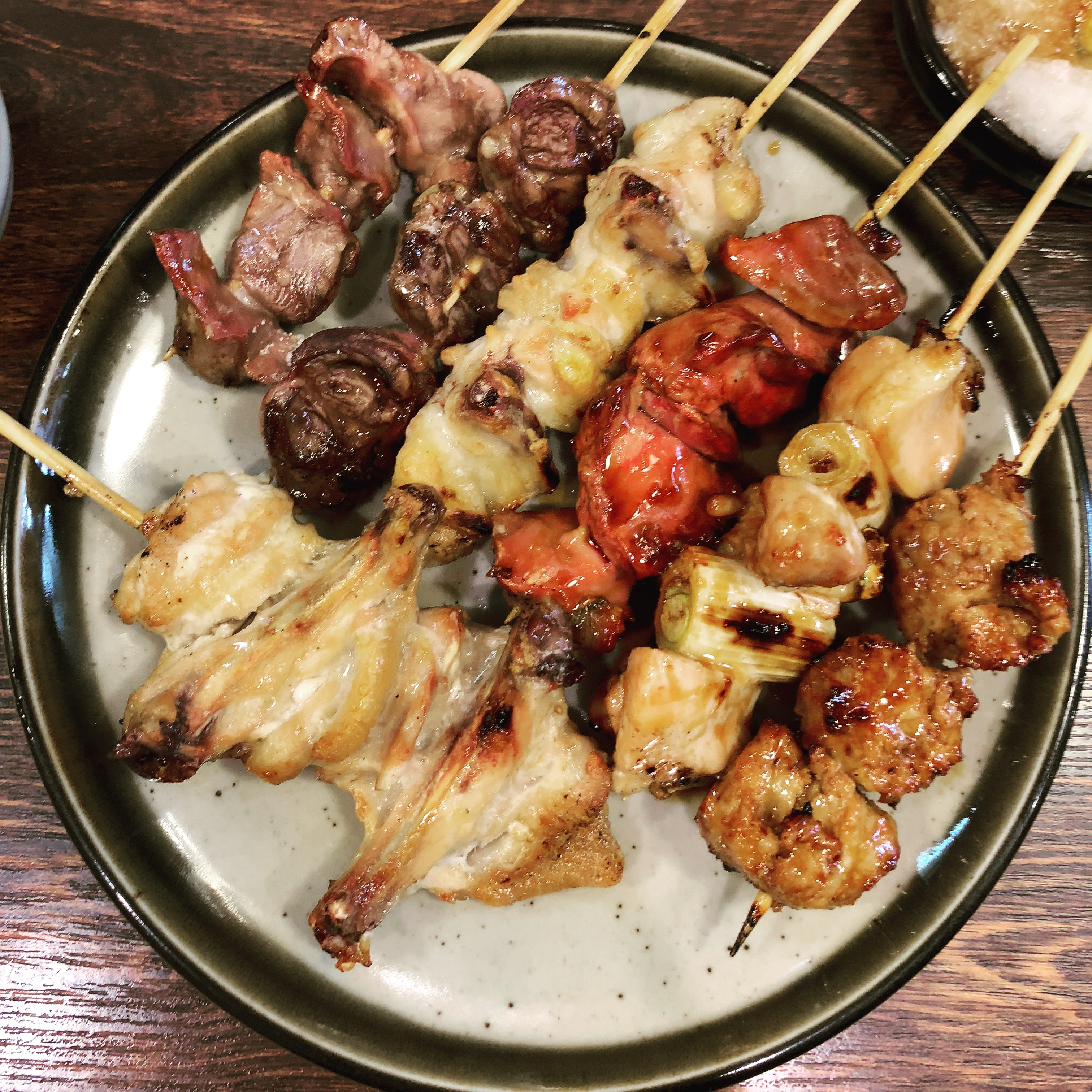
Carne a la parrilla

Utilizando una bandeja de horno colocada encima de la superficie de la parrilla, así como una bandeja de goteo debajo de la superficie, es posible combinar la parrilla y el asado para cocinar carnes rellenas o rebozadas, y hornear panes e incluso guisos y postres. Cuando cocine carnes rellenas o rebozadas, los alimentos pueden hornearse primero en la bandeja y luego colocarse directamente en la superficie de asado para que queden marcas de quemado, cocinándolos dos veces; la bandeja recogegotas se utilizará para recoger las migas que se desprendan del rebozado o del relleno.

#### Braseadoa la parrilla
Es posible brasear carnes y verduras en una olla encima de una parrilla. Una parrilla eléctrica o de gas es la mejor opción para lo que se conoce como " brasear a la barbacoa" o "brasear a la parrilla", es decir, la combinación de asar directamente en la superficie y brasear en una olla. Para brasear en una parrilla, se pone una olla encima de la parrilla, se tapa y se deja cocer a fuego lento durante unas horas. Esto tiene dos ventajas. El primero es que este método permite dorar la carne directamente en la parrilla antes del estofado, y el segundo es que también permite glasear la carne con salsa y terminarla directamente sobre el fuego después del estofado, cocinando así la carne tres veces, lo que da como resultado un producto de textura suave que se desprende directamente del hueso. Este método de cocción es más lento que el asado normal, pero más rápido que el ahumado, ya que empieza rápido, se ralentiza y vuelve a acelerarse para terminar. Si se utiliza una olla a presión, el tiempo de cocción será mucho más rápido.

#### Parrilla de interior
Muchos restaurantes incorporan una parrilla interior como parte de su aparato de cocina. Estas parrillas se parecen a las de exterior, en que están formadas por una rejilla suspendida sobre una fuente de calor. Sin embargo, las parrillas de interior suelen utilizar elementos calefactores eléctricos o de gas. Algunos fabricantes de aparatos de cocina residenciales ofrecen ahora parrillas de interior para uso doméstico, ya sea incorporadas a una placa de cocina o como dispositivo eléctrico independiente.

#### Marcar a la parrilla
Marcar a la parrilla es un proceso de marcar los alimentos a altas temperaturas. Para ello se puede utilizar una parrilla de gas, de carbón, híbrida o de infrarrojos, en la que la llama inferior calienta las rejillas hasta temperaturas superiores a 480 °C (900 °F).
Marcar: la carne se chamusca instantáneamente por fuera para darle más sabor. Normalmente, la parrilla calienta el aire circundante para cocinar los alimentos. En este método, la parrilla calienta directamente los alimentos, no el aire.

#### Parrilla en sartén

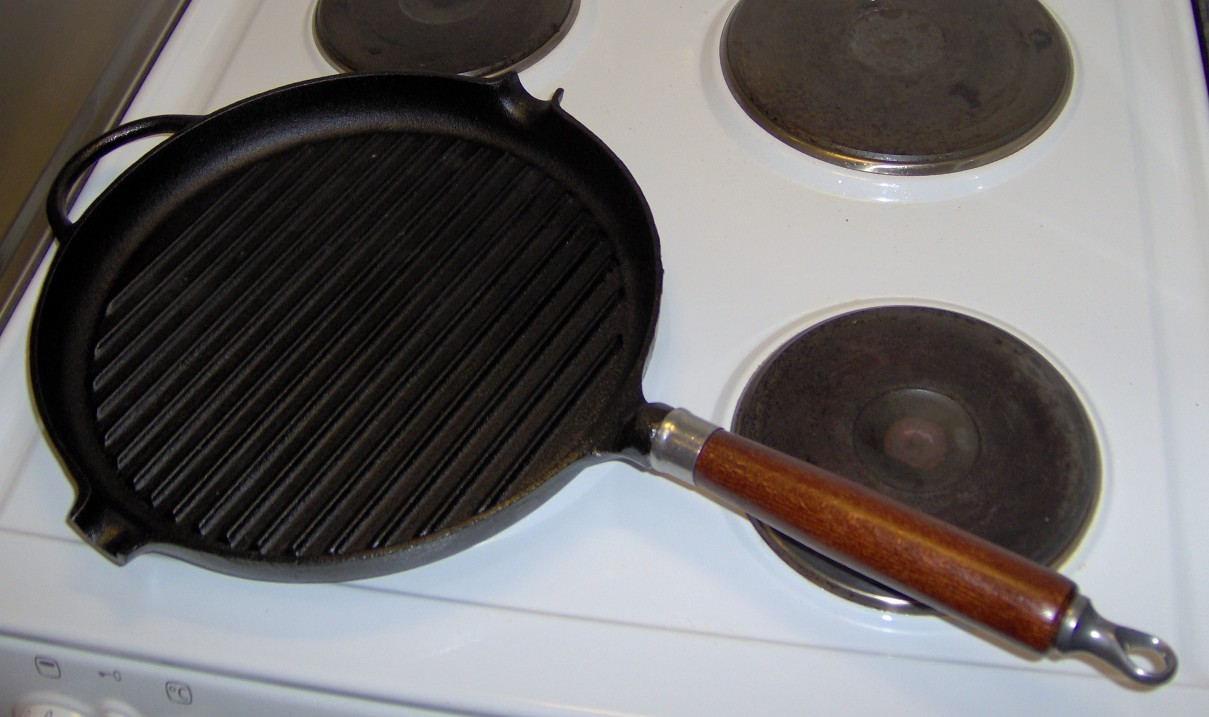
Una sartén de parrilla

La parrilla en sartén es un proceso de cocción en interiores que utiliza una sartén de parrilla, similar a una sartén de freír, pero con bordes elevados para emular la función o el aspecto de una parrilla. El calor se aplica directamente a los alimentos a través de los bordes elevados e indirectamente a través del calor que irradia la llama de la estufa sobre la superficie inferior de la sartén. Las sartenes de parrilla se pueden utilizar para marcar la carne antes de que se acabe de hacer con el calor radiante. Cuando se cocinan carnes magras, se suele aplicar aceite a los bordes de la sartén para facilitar el desprendimiento de los alimentos.
Algunas parrillas diseñadas para su uso en la cocina incorporan bordes elevados además de una zona de cocción plana. Éstas se encuentran en la mitad de la superficie de cocción o, en el caso de las planchas reversibles de dos caras, en un lado con la superficie plana en el otro.

### Parrilla plana

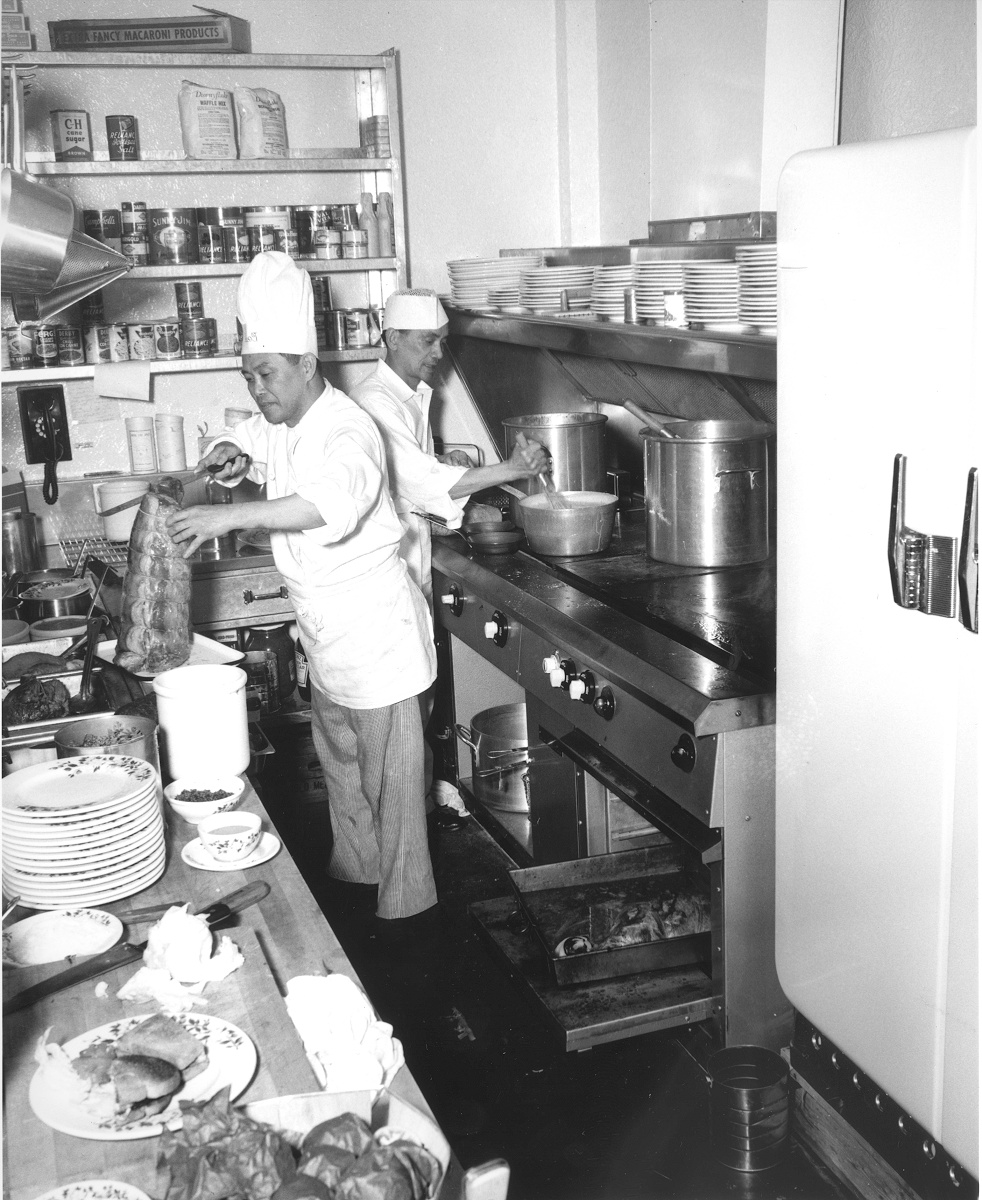
Cocineros en el comedor Northern Lights, Seattle, Washington, 1952. A la derecha se ve una plancha corta en uso.

Los alimentos denominados "a la plancha" pueden prepararse en una plancha o sartén plano. La plancha o sartén puede prepararse con aceite (o mantequilla), y los alimentos se cocinan rápidamente a fuego fuerte. La plancha es la mejor opción para alimentos relativamente grasientos, como las salchichas. A algunos alimentos asados a la plancha se les pueden aplicar marcas durante el proceso de cocción con una placa de marcar, para imitar el aspecto de los alimentos cocinados al carbón.
Una parrilla plana es un aparato de cocción parecido a una plancha, pero con un funcionamiento diferente porque el elemento calefactor es circular en lugar de recto (de lado a lado). Esta tecnología de calentamiento crea una superficie de cocción extremadamente caliente y uniforme, ya que el calor se propaga de forma radial por la superficie.
Las primeras parrillas planas se originaron en España y se conocen como planchas o la plancha. Los alimentos cocinados a la plancha se asan en una plancha de metal. Las planchas o parrillas planas están cromadas, lo que evita que reaccionen con los alimentos. Algunas planchas de metal base dan un sabor sutil a los alimentos que se cocinan.
La parrilla plana es una plataforma versátil para muchas técnicas culinarias, como saltear, tostar, cocinar al vapor, sofreír, asar, hornear, estofar y rostizar, y también se puede utilizar para flambear. Además, las ollas y sartenes pueden colocarse directamente sobre la superficie de cocción para una mayor flexibilidad. En la mayoría de los casos, la superficie de cocción de acero se sazona como los utensilios de hierro fundido, proporcionando una superficie antiadherente natural.

### Charbroiling
Charbroiling, o chargrilling fuera de Norteamérica, se refiere a asar a la parrilla sobre una superficie con crestas anchas y elevadas, hasta el punto de que los alimentos adquieren una textura ligeramente carbonizada.

### Parrilla de horno
En Estados Unidos, el término "parrilla de horno" hace referencia a un método de cocción en el interior de un horno sobre una parrilla con rebordes elevados, en la que el calor puede aplicarse desde arriba o desde abajo. En los hornos eléctricos y de gas, esto se consigue con un elemento calefactor y una bandeja de asar. A veces, los alimentos se colocan cerca de la resistencia superior para intensificar el calor. La resistencia inferior puede o no estar apagada y la puerta del horno a veces se abre parcialmente. Los hornos de gas suelen tener un compartimento separado para asar, a veces un cajón debajo de la llama inferior.

#### Salamandra

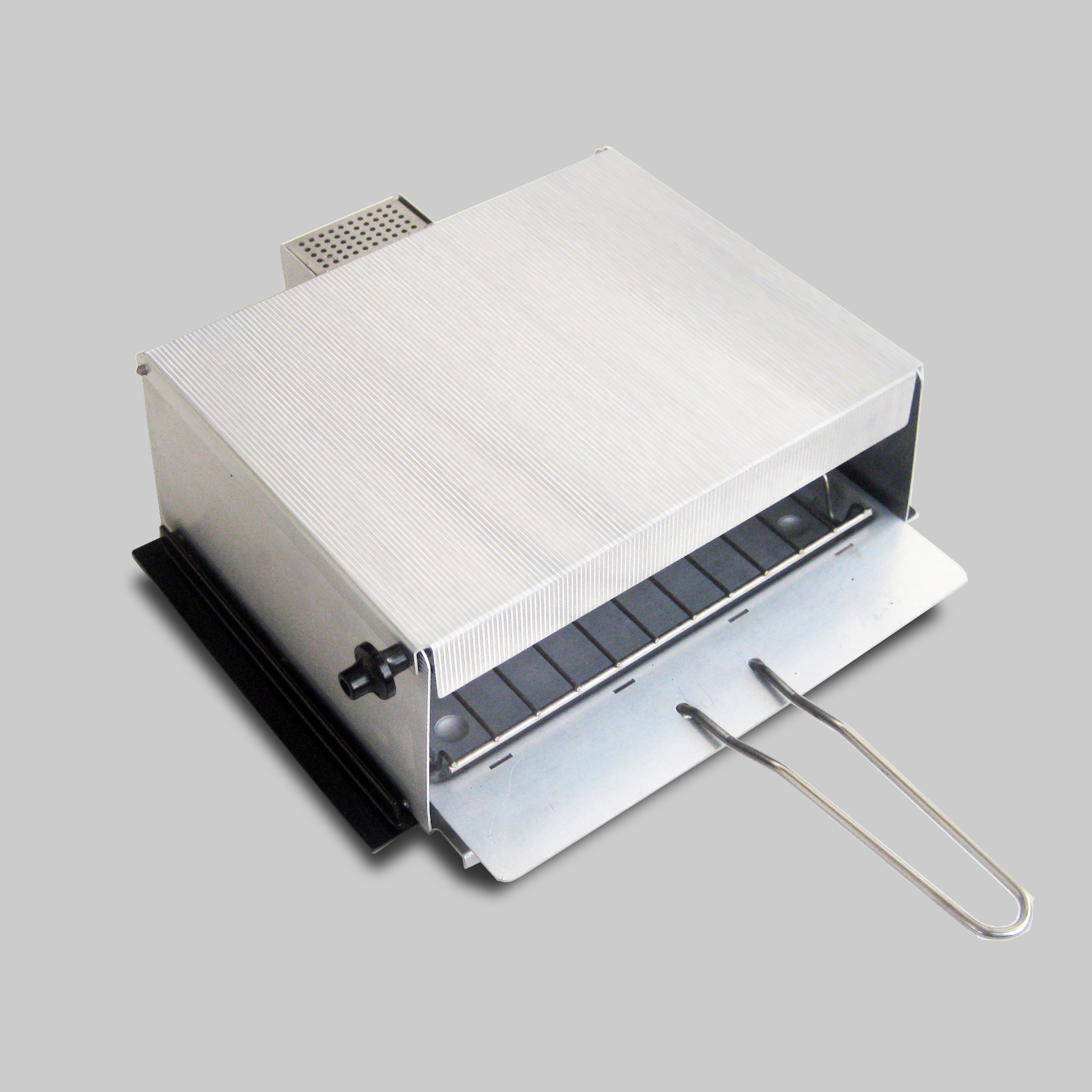
Salamandra (parrilla eléctrica con calor superior)

Una salamandra (también horno de salamandra o parrilla de salamandra) es una parrilla culinaria caracterizada por elementos calefactores eléctricos o de gas por encima de la cabeza a muy alta temperatura. Se utiliza principalmente en cocinas profesionales para asar por encima de la cabeza. También se utiliza para tostar, dorar platos gratinados, fundir quesos en sándwich y caramelizar postres como la crème brûlée.
Las salamandras suelen ser similares a un horno sin puerta delantera; la resistencia está en la parte superior. También son más compactas: suelen tener la mitad de altura y profundidad que un horno convencional. Para mayor comodidad, suelen montarse en la pared a la altura de los ojos, lo que facilita el acceso y el control del proceso de cocción. Muchas salamandras pueden equiparse con una placa de hierro fundido para marcar la superficie de la carne. Algunas parrillas también pueden equiparse con un accesorio asador para asar carnes.
El calor por encima de la cabeza tiene la ventaja de permitir asar alimentos que contienen grasas, como filetes, chuletas y otros cortes de carne, sin riesgo de que la grasa derramada gotee sobre la fuente de calor. La facilidad de la salamandra para alcanzar temperaturas extremadamente altas también requiere menos tiempo de cocción que otras técnicas de asado, reduciendo el tiempo de preparación, lo que supone una ventaja en las cocinas profesionales durante un servicio de comidas ajetreado.
Las salamandras modernas toman su nombre de la salamandra del siglo XVIII, el utensilio preferido para tostar la parte superior de un plato. Consistía en una gruesa placa de hierro unida al extremo de un largo mango, con dos pies, o apoyos, dispuestos cerca de la placa de hierro para apoyar el plato sobre los alimentos que se iban a dorar. Su nombre, a su vez, procede de la legendaria salamandra, un anfibio mítico que se creía inmune al fuego.

### Parrilla a dos caras
Algunos aparatos comerciales permiten asar simultáneamente ambos lados de la carne al mismo tiempo.
La parrilla de Burger King, Carl's Jr./Hardee's y otros restaurantes de comida rápida se llama "broiler". Funciona moviendo las hamburguesas a lo largo de una cinta transportadora de cadena entre los quemadores superior e inferior, asando ambos lados de la hamburguesa al mismo tiempo. Este concepto se inventó en 1898, cuando la Bridge and Beach Co. de San Luis, Misuri, empezó a fabricar una estufa vertical de hierro fundido. Estas cocinas estaban diseñadas para asar la carne por ambos lados al mismo tiempo. Se construyeron rejillas de alambre de acero con bisagras a medida para su uso en las parrillas verticales. Las parrillas con bisagras se deslizaban dentro y fuera de los hornillos, sujetando la carne mientras se cocinaba uniformemente por ambos lados, como las rejillas de los hornos actuales. Estas cocinas ocupaban poco espacio en el mostrador. Se utilizaban en los comedores para alimentar a los trabajadores de las fábricas.
Durante la década de 1990, en EE. UU. se popularizó la parrilla a dos caras con parrillas eléctricas de consumo (por ejemplo, la popular George Foreman Grill). Los vendedores estadounidenses de aparatos eléctricos para parrilla a dos caras optaron por el término global "grill" en lugar del término geográficamente aislado "broiler". Las parrillas a dos caras abatibles se conocen genéricamente como parrillas de contacto.

### Whole grilling
El whole grilling consiste en asar una carcasa entera en lugar de cortes individuales del tamaño de una porción. Este método se utiliza a menudo para evitar la necesidad de complicados equipos de parrilla durante, por ejemplo, una cacería o expedición en la naturaleza. También es el método tradicional de cocinar en varias culturas donde hacen un asado de cerdo, luau, o barbacoa. Existen varios métodos primitivos y equipos modernos que copian y automatizan la versión primitiva:
- Sobre un palo
  - Girando horizontalmente con el calor de las llamas altas de, normalmente, dos fuegos laterales:[30] En esta versión, que esencialmente es asar a la parrilla vertical por un solo lado, es habitual condimentar el interior y coser la entrada del recinto del cuerpo utilizando palillos recién cortados para guardar los jugos, girar hacia delante y hacia atrás (nunca la línea de costura en la parte inferior), recoger el jugo al final del asado y utilizarlo como salsa picante sobre la superficie exterior.
  - Girando horizontalmente sobre brasas: en esta versión la carne puede estar sujeta al humo de la grasa que gotea y se quema.
  - Plantado en un hoyo calentado y cubierto: es una versión de tandoori u horno con hoyo en el suelo. Un foso cubierto dificulta el control del tiempo correcto de cocción.
- Asado sobre un armazón vertical plantado verticalmente junto al suelo del fuego e inclinado sobre las brasas: en esta versión es habitual abrir el torso para evitar porciones sin cocinar.
- Colgar en un foso cubierto y con calefacción. Para ello se necesita una varilla que atraviese la abertura de la fosa y un mecanismo para colgar resistente al calor, como un gancho metálico en forma de S.
- En una bandeja en un horno grande, foso calentado y cubierto, parrilla de barbacoa o ahumador.
- En un recipiente cerrado ignífugo enterrado en brasas o rodeado de fuego: esto es práctico para las carcasas pequeñas, como el pollo entero. Una variante de esto es enterrar superficialmente la comida y hacer fuego encima, sólo para desenterrarla de nuevo; esto es adecuado para asar entera una calabaza grande que se ha abierto por arriba, se le han quitado las semillas, se ha azucarado el interior y se ha vuelto a cerrar.